# Blackburneus collarti
Blackburneus collarti är en skalbaggsart som beskrevs av Renaud Maurice Adrien Paulian 1942. Blackburneus collarti ingår i släktet Blackburneus och familjen Aphodiidae. Inga underarter finns listade.